# 충청북도 청주의료원
충청북도 청주의료원(忠淸北道淸州醫療院, Chungcheongbuk-do Cheongju Medical Center)은 충청북도청 산하의 공공병원이다. 충청북도 청주시 서원구 흥덕로 48에 위치하고 있다.

## 연혁
- 1909년 관립자혜의원 설치
- 1910년 충청북도 청주자혜의원으로 변경
- 1925년 충청북도립 청주의원으로 변경
- 1973년 충청북도 도립의료원으로 변경
- 1983년 지방공사 충청북도 청주의료원으로 변경

## 진료과목
내과, 가정의학과, 비뇨기과, 소아청소년과, 피부과, 이비인후과, 산부인과, 안과, 정신과(소아정신과), 침구과, 응급의학과(응급실), 정형외과, 외과, 재활의학과, 신경과, 신경외과, 치과, 직업환경의학과, 마취통증의학과(수술실), 영상의학과, 진단검사의학과